# Nur Beier
Nur Beier (født 27. november 1952, Istanbul, Tyrkiet) er en skønlitterær oversætter, publicist, debattør og forfatter. Hun har været bosat i Danmark siden 1979.

### Oversættelser
Blandt hendes oversættelser fra dansk til tyrkisk er:
- Søren Kierkegaard: Enten-Eller (Ya /Ya da) (ISBN 978-605-038-186-3)
- Søren Kierkegaard: Kærlighedens Gerninger (Sevginin İşleri) (ISBN 978-605-7768-16-2)
- Søren Kierkegaard: Liljen på Marken og Fuglen under Himlen (Kırdaki Zambak ve Gökteki Kuş) (ISBN 978-605-7768-15-5)
- Søren Kierkegaard: Forførerens Dagbog (Baştan Çıkarıcının Günlüğü) (ISBN-13:978-6254491733) (ISBN 6254491737)
- Søren Kierkegaard: Frygt og Bæven (Korku ve Titreme) (ISBN 978-605-5302-39-9)
- Søren Kierkegaard: Aforismer (Aforizmalar) (ISBN 978-605-5302-37-5)
- Søren Kierkegaard: Gentagelsen (Tekerrür) (ISBN 978-625-449-264-8)
- Søren Kierkegaard: Philosofiske smuler eller en Smule Philosofi (Felsefe Parçaları ya da Bir Parça Felsefe)(ISBN 978-625-449-258-7)
- Søren Kierkegaard: Sygdommen til døden (Ölüme Götüren Hastalık) (ISBN 978-625-449-124-5)
- Søren Kierkegaard: De Umiddelbare Erotiske Stadier eller det Musikalske Erotiske (Dolayımsız Erotik veya Müzikal Erotik Evreler) (ISBN 978-625-449-123-8)
- Søren Kierkegaard: Ægteskabets Æsthetiske Gyldighed (Evliliğin Estetik Geçerliliği) (ISBN 978-625-449-174-0)(ISBN 6254491745)
- Søren Kierkegaard: "Skyldig?" - "Ikke Skyldig?" ("Suçlu mu?" - Suçsuz mu?") (ISBN 978-605-7768-81-0)
- Søren Kierkegaard: "In Vito Veritas" ("Hakikat Şaraptadır") (ISBN 9786057768940)
- Henrik Pontoppidan: Et Kærlighedseventyr (Bir Aşk Masalı) (ISBN 9786254494208) (ISBN 6254494205)
- Karen Blixen: Syv Fantastiske Historier (Yedi Harika Hikaye) (ISBN 978-975-05-1059-5)
- Johannes V. Jensen: Kongens Fald (Kralın Düşüşü) (ISBN 978-605-4708-61-1)
- Carsten Jensen: Vi de Druknede (Biz Boğulanlar) (ISBN 978-605-9203-06-7)
- Carsten Jensen: Den første sten (İlk Taş) (ISBN 978-6059203630)
- Christian Jungersen: Undtagelsen (İstisna) (ISBN 978-975-539-934-8)
- Christian Jungersen: Du Forsvinder (Kayboluyorsun) (ISBN 978-975-539-965-2)
- Jakob Ejersbo: Eksil (Sürgün) (ISBN 978-605-171-661-9)
- Jakob Ejersbo: Revolution (Devrim) (ISBN 978-605-171-663-3)
- Jakob Ejersbo: Liberty (Özgürlük) (ISBN 978-605-171-664-0)
- Kenneth Bøgh Andersen: Djævelens Lærling (Şeytanın Çırağı)(ISBN 978-605-5360-64-1)
- Kenneth Bøgh Andersen: Dødens Terning (Ölümün Zarı) (ISBN 978-605-5289-11-9)
- Kenneth Bøgh Andersen: Den Forkerte Død (Yanlış Ölüm)
- Kenneth Bøgh Andersen: Ondskabens Engel (Kötülük Meleği)

### Forfatterskab
Hendes forfatterskab omfatter bl.a.
1. "Voldens dobbeltmoral – Blodbadet i Mardin". I: Sociologisk Årbok 10.1 (Yearbook of Sociology), Oslo Universitet, Novus forlag (ISSN 0808-288X);
2. "Tørklædefænomenet – mod en normalisering?". I: Social Kritik Tidsskrift for social analyse & debat nr. 114;
3. "Hrant Dink – in Memoriam. I: Social Kritik Tidsskrift for social analyse & debat nr. 108;
4. "Tørklædets Katekismus". I: Social Kritik Tidsskrift for social analyse & debat nr. 105;
5. "Falske Jomfruer". I: Social Kritik Tidsskrift for social analyse & debat nr. 96;
6. "Køn og Skøn". I: Social Kritik Tidsskrift for social analyse & debat nr. 101;
7. "Gud Elsker Smukke Mennesker". I: Social Kritik Tidsskrift for social analyse & debat nr. 111;
8. "Tørklædets Historik". I: Tidsskriftet Information om Indvandrere, 10. årgang, nr. 2, Center for Mellemøststudier, Syddansk Universitet Odense;
9. "Turbanen er Tyrkiets kampzone". I: Kvinden & Samfundet, 124. årgang, september 2008;
10. "Mødoms Operationer til Debat". I: KVINFO Køn Viden Informationsforskning, 11. oktober 2004;
11. "Omskæring. Et Lille Snit eller Mandens Tabu?". I: KVINFO Køn Viden Informationsforskning, 27. februar 2009 http://kvinfo.dk/webmagasinet/omskaering-et-lille-snit-eller-mandens-sidste-tabu Arkiveret 15. juni 2016 hos  Wayback Machine;
12. "Den Homoerotiske Ventil i Tyrkiske Scenekunst" I: KVINFO Køn Viden Informationsforskning, 31. maj 2010 http://kvinfo.dk/webmagasinet/den-homoerotiske-ventil-i-tyrkisk-scenekunst Arkiveret 11. februar 2017 hos  Wayback Machine.

Hendes fagområde er social- og kønspolitik, herunder køn og ligestilling, krop og seksualitet, tværkulturel kommunikation og menneskerettigheder.